# Гречишников, Василий Алексеевич
Василий Алексеевич Гречишников (22 ноября (5 декабря) 1912 года, Николаев — 24 октября 1941 года, Грузино) — советский военно-морской лётчик-бомбардировщик, участник советско-финской и Великой Отечественной войн, отличился в первой бомбардировке Берлина советской авиацией в августе 1941 года, Герой Советского Союза (13.08.1941). Капитан (3.05.1940).

## Биография
Родился в семье русского рабочего 22 ноября (5 декабря) 1912 года в Николаеве Херсонской губернии. С августа 1930 года учился в Николаевской школе морских лётчиков Гражданского воздушного флота.
На военной службе с сентября 1931 года. В 1932 году вступил в ВКП(б). Окончил Военную школу морских лётчиков и летчиков-наблюдателей имени Сталина ВВС РККА в Ейске в 1933 году. С сентября 1933 года проходил службу военным пилотом, младшим лётчиком и командиром звена 67-го отдельного речного авиаотряда в Киевском военном округе (отряд находился в оперативном подчинении Днепровской военной флотилии). С марта 1937 года продолжал службу в ВВС Балтийского флота, будучи назначен командиром звена, а позднее инструктором-лётчиком по технике пилотирования 27-й отдельной минно-торпедной авиаэскадрильи. С апреля 1939 года командовал звеном в 1-м минно-торпедном авиаполку ВВС КБФ.
Участвовал в советско-финской войне 1939-40 годов. Командир звена 3-й эскадрильи 1-го минно-торпедного авиаполка ВВС КБФ старший лейтенант В. А. Гречишников 30 ноября 1939 года участвовал в бомбардировке Хельсинки в составе эскадрильи капитана Н. А. Токарева. Всего на этой войне совершил 44 боевых вылета с налётом в 85 часов. Награждён орденом Красного Знамени.
В 1940 году был назначен командиром 2-й эскадрильи 1-го минно-торпедного авиационного полка ВВС Балтийского флота.
Во время Великой Отечественной войны командир эскадрильи 1-го минно-торпедного авиационного полка 8-й авиационной бригады военно-воздушных сил Краснознамённого Балтийского флота капитан В. А. Гречишников совершил несоклько десятков боевых вылетов, проявляя отвагу и мужество. 24 июня 1941 года он летал на бомбардировку порта Мемель, 26 и 27 июня — на бомбардировку финских аэродромов Лахти и Лаппенранта, 28 и 29 июня — на бомбардировку военных заводов в городе Турку, 30 июня — на уничтожение немецких переправ на реке Даугава (на обратном пути повреждённый самолёт пришлось сажать в поле на вынужденную посадку), 7 июля бомбил порт Котка, 13 июля в Рижском заливе во главе звена потопил немецкий транспорт.
В ночь на 8 августа 1941 года участвовал в первом налёте советской авиации на Берлин в составе особой авиагруппы ВВС Балтийского флота под командованием полковника Е. Н. Преображенского с аэродрома Кагул на острове Сааремаа. Возглавляя вторую авиагруппу вслед за флагманской группой командира авиаполка полковника Преображенского Е. Н., успешно выполнил задачу.
Указом Президиума Верховного Совета СССР от 13 августа 1941 года за образцовое выполнение боевых заданий командования на фронте борьбы с германским фашизмом и проявленные при этом отвагу и геройство капитану Гречишникову Василию Алексеевичу присвоено звание Героя Советского Союза с вручением ордена Ленина и медали «Золотая Звезда».
Всего в августе—сентябре 1941 года вылетал на бомбардировку Берлина 9 раз. В одном из вылетов его перегруженный изношенный самолёт рухнул на землю и загорелся сразу после взлёта, экипаж чудом остался жив, но Гречишников потребовал допустить его до полётов и через день на другой машине вновь вылетел на Берлин.
После возвращения с Моонзундского архипелага 6 сентября 1941 года капитан Гречишников приступил к боевым вылетам на защиту Ленинграда. 24 октября 1941 года при бомбёжке механизированных частей врага в районе населённого пункта Грузино Чудовского района Новгородской области бомбардировщик ДБ-3Ф В. А. Гречишникова был подбит зенитным огнём противника и загорелся. Экипаж направил горящий самолёт на вражескую танковую колонну и геройски погиб при взрыве. Экипаж ДБ-3Ф —  командир В. А. Гречишников, штурман А. И. Власов, начальник связи 1 ап М. П. Семенков, стрелок-радист Н. А. Бураков.
Награждён орденами Ленина (13.08.1941) и Красного Знамени (21.04.1940).

## Память
- У места гибели Героя в селе Грузино Новгородской области установлен обелиск.
- Имя Героя присвоено Николаевскому профессиональному судостроительному лицею, у здания которого установлен его бюст (2014).
- Мемориальные доски установлены в городе Николаеве на Николаевском судостроительном заводе и на доме, в котором жил Герой (улица Гречишникова, 17); в городе Петриков Гомельской области Республики Беларусь[7].
- В городе Всеволожске Ленинградской области установлены мемориальная доска на доме, где жили балтийские авиаторы в 1941 году и памятный знак у берёзы, посаженной В. А. Гречишников после возвращения из «берлинской командировки» в сентябре 1941 года[8]. .
- Именем Василия Гречишникова названы улицы в Николаеве, Чудово Новгородской области, в посёлке Грузино Чудовского района Новгородской области[9].
- Также его именем назван траулер Министерства рыбного хозяйства.